# Evryware
Evryware Inc. was een klein bedrijf te Olympia (Washington), Verenigde Staten, dat computerspellen heeft gemaakt in de jaren 80 en '90. Het werd opgericht door Barry Murry, Dave Murry en Dee Dee Murry.
Het spel The Ancient Art of War uit 1984 staat bekend als een van de eerste real-time strategy computerspellen.

## Spellen
Hieronder volgt een alfabetisch overzicht van de spellen
- The Ancient Art of War (1984, Brøderbund Software)
- The Ancient Art of War at Sea (1987, Brøderbund Software)
- The Ancient Art of War in the Skies (1992, Brøderbund Software)
- Manhunter: New York (1988, Sierra On-Line)
- Manhunter 2: San Francisco (1989, Sierra On-Line)
- Pyrosaurus (1994?, Brøderbund Software)
- Sierra Championship Boxing (1984, Sierra On-Line)
- Space Dude (1994, FormGen)
- SpaceKids (1996, MicroProse)